# سیارک ۵۰۹۴
سیارک ۵۰۹۴ (به انگلیسی: 5094 Seryozha، نامگذاری:1982UT6) پنج هزار و نود و چهارمین سیارک کشف شده‌است که در ۲۰ اکتبر ۱۹۸۲ کشف شد.
قدر مطلق سیارک برابر ۱۳٫۱۰ است.